# Musica Brasilis
O Portal Musica Brasilis é um website que disponibiliza gratuitamente partituras, áudio e vídeo de peças musicais de compositores brasileiros, desde o período colonial até a época contemporânea, além de recursos interativos que visam estimular a pesquisa entre as obras disponibilizadas, como a linha do tempo da música brasileira, com tópicos de história da música brasileira e biografias de compositores, sincronizadas com a Enciclopédia Itaú Cultural.
O portal foi idealizado em 2009 pela cravista, pesquisadora e doutora em Informática Rosana Lanzelotte, e faz parte do Projeto Musica Brasilis, que tem o patrocínio do BNDES.
Com mais de seis mil obras de diversos estilos e períodos, inclusive toda a produção de Ernesto Nazareth, é o único sítio brasileiro em que as partituras dos diversos instrumentos musicais são apresentadas de forma separada, e, portanto, de maneira mais adequada à execução. Tem o objetivo de servir como apoio ao ensino da música no Brasil e aproximar a música de novos públicos.

## Escuta guiada
O portal Musica Brasilis possui o recurso de escuta guiada, elaborado por musicólogos, que sincroniza a visualização da partitura com a execução do áudio da obra, e com comentários explicativos sobre os instrumentos utilizados e aspectos da composição. O recurso visa auxiliar estudantes de música e também aproximar o público em geral da escrita musical.[carece de fontes?]

## Jogos musicais
Outro recurso disponibilizado pelo portal são os jogos musicais criados por educadores musicais com o objetivo de melhorar a escuta, estimular a criatividade e ampliar o gosto pelo patrimônio musical brasileiro.